# József nádor emlékmű
A József nádor emlékmű vagy József nádor szobor Johann Halbig alkotása, amit a József nádor téren 1869. április 25-én avattak föl.

## Az emlékmű leírása

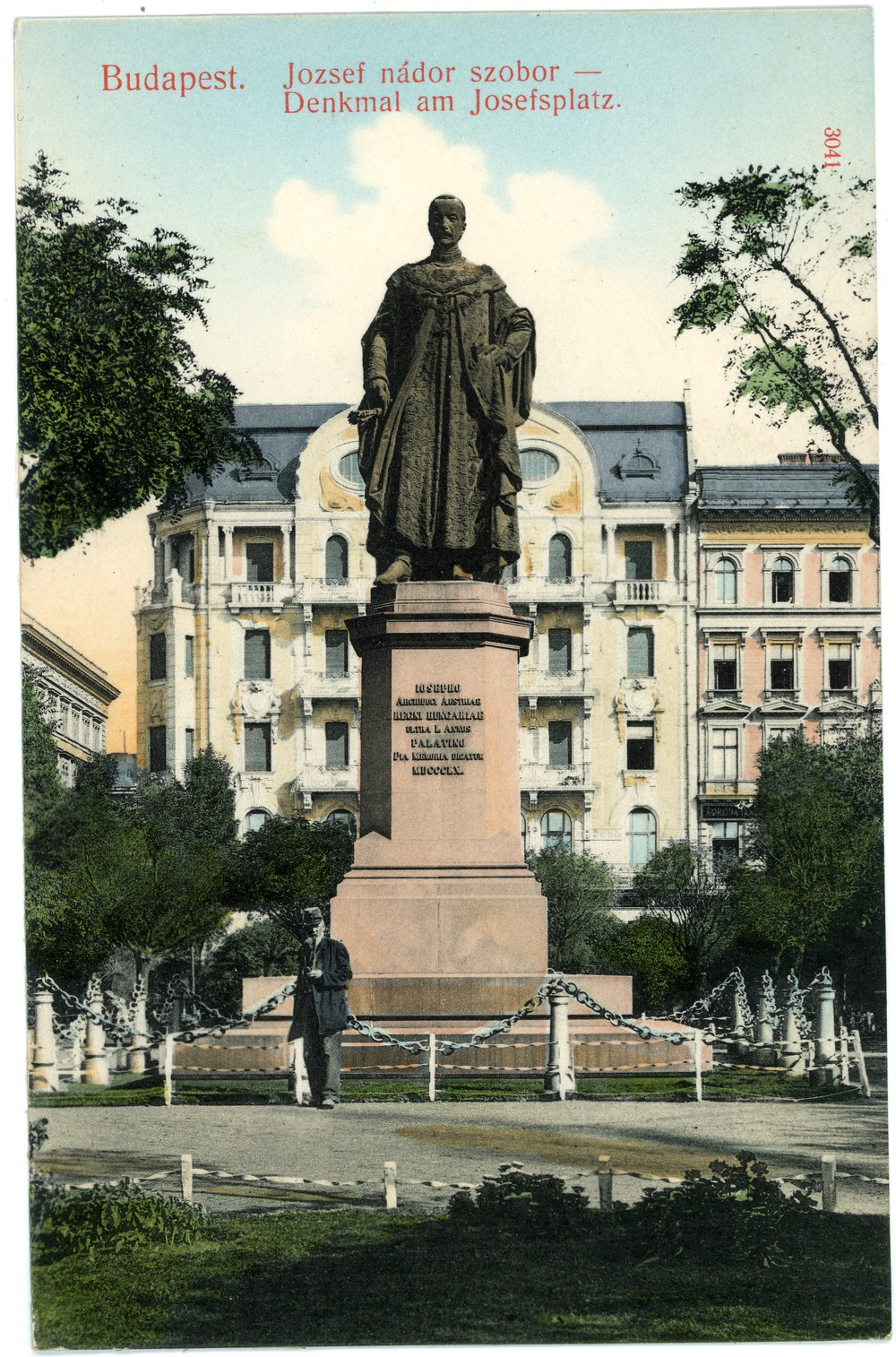
A meißeni Brück & Sohn művészeti kiadó képeslapja, 1903

A József nádor téren álló bronzszobor önmagában 4,43 méter magas. Mauthauseni gránitból, a Schlick-féle Vasöntödében készült. Talapzata a lépcsőkkel együtt 5,26 méter. Az egész emlékmű magassága tehát 9,69 méter. A vaslánccal körülvett emlékmű összköltsége 1857-ben 40 589 forint volt.
József nádor a Magyar Királyi Szent István-rend díszöltönyében látható – amit külön elküldtek a művésznek, hogy pontosan ábrázolhassa –, az Aranygyapjas rend jelvényeivel, bal kezét csípőjére téve, jobbjában kalpagját tartva. Érdekessége, hogy 1812. november 8-án használták utoljára hivatalosan a rendi díszöltönyöket, ezt követően csupán művészi ábrázolások elkészítéséhez kölcsönözték ki azokat a rend tagjainak, később ez a gyakorlat is megszűnt, megszűnt. Néhány ruhát azonban még kiállítottak tanulmányozás céljára művészek számára. A bronzszobor kiöntéséhez mintegy 85 mázsányi ércet használtak fel.
A feliratok a talapzatra rászögezett aranyozott bronzbetűkkel készültek. Ezek a következők:
| JOSEPHO ARCHIDUCI AUSTRIAE REGNI HUNGARIAE LI ANNIS P A L A T I N O PIA MEMORIA DICATUM MDCCCLX. – A szobor déli oldalán (szemből) »Pest városát újjáalkotta« – Az északi oldalon (hátulról) »Egész életét a közügyeknek szentelte« – Keleti oldalán (a nádor bal keze felé) »Nádorrá választatott 1796. november 12-én.« – Nyugati oldalán (a nádor jobb keze felé) |

Mivel a szobrot csak 1869-ben leplezték le, voltak javaslatok a latin szöveg helyére, de végül az eredeti 1860-as szöveget hagyták meg az emlékmű avatásakor.

## Története

### Előzmények

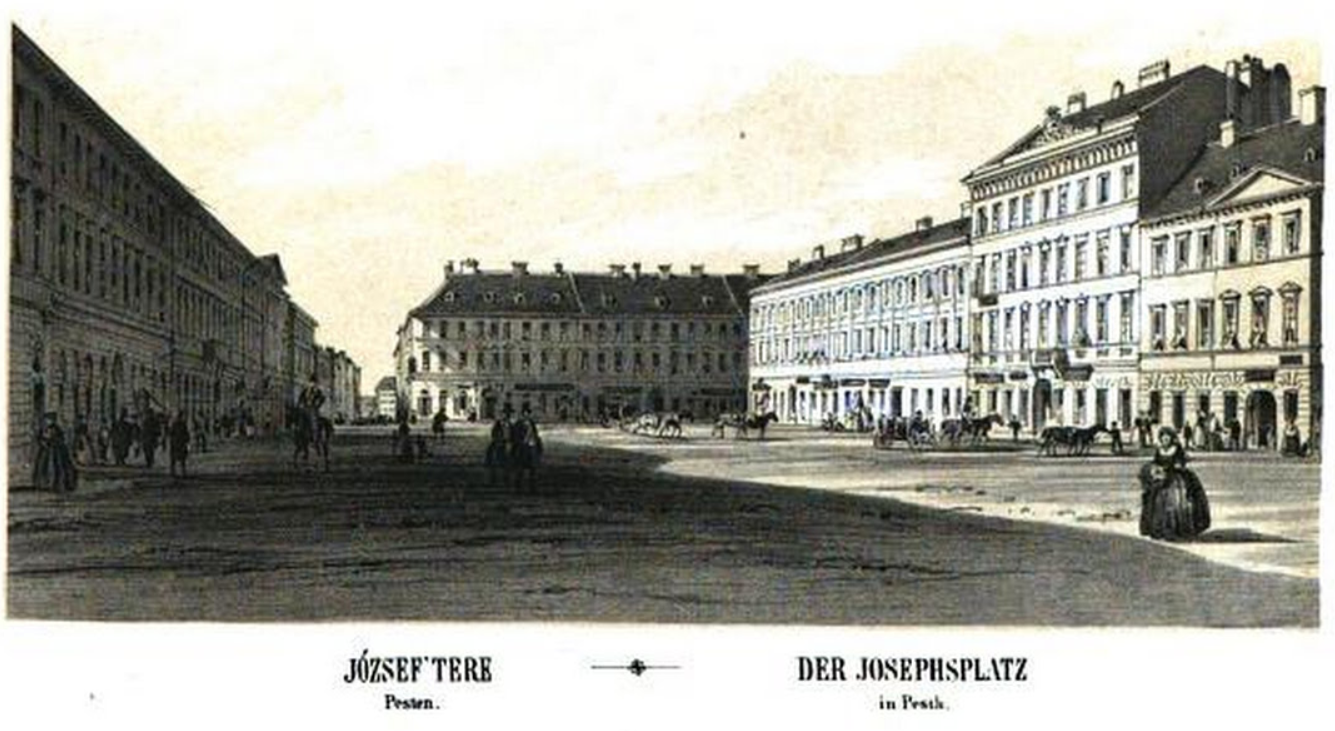
A tér Rudolf von Alt rajzán 1845-ben a Szél (később Nádor) utcával

József nádor ötven éven „híven és erős kézzel” kormányozta az ország közügyéit. Sokat tett Pest szépítéséért és fejlődéséért. Érdemeit a Magyar Országgyűlés külön törvényben örökítette meg.
1847. január 13-án bekövetkezett halála után, már január 21-én megalakult Rottenbiller Lipót, Pest város alpolgármesterének elnöklete alatt a József-emlékegyesület és megindult a gyűjtés, maradandó emléket állítsanak a nádornak. A város minden rétege képviselve volt. Rottenbiller elnöklete alatt az egyesület harminchat tagú választmánya irányította a gyűjtést, akik már az alakuló ülésen összeadtak háromezer forintot.
1847. júliusára, mikor a helytartótanács rendeletben tudatta az egyesület alapszabályainak legfelsőbb királyi jóváhagyását, hogy az emlék-terv a megvalósítása előtt felterjesztessék, két párt keletkezett. Temes megye azt indítványozta, hogy tekintettel a nádor országos érdemeire, országos emléket kell állítani és nem voltak hajlandók a Pest városa által állítandó emlékre áldozni. A választmány végül meggyőzte a közönséget arról, hogy a nádor előtt Pest városa fejlesztéséért a város lakosságának kell leróni háláját, a nemzet pedig emlékére országgyűlésileg alapítson valamely nagy intézményt.
A következő nagy kihívást a szobor elkészítése jelentette. Ekkor érkezett egy levél, amiben Schwanthaler Lajos müncheni szobrász ajánlkozott, aki anyagi áldozatot is hozott volna, hogy ő alkothassa meg az emlékművet. Egy kétszeres életnagyságú bronzszobrot javasolt. Három tervrajzot is készített. A választmány fel is állította eredeti nagyságú lovas szoborrajzot a József-piacon (ekkor még így hívták a teret), hogy a szobor valódi viszonyát összehasonlíthassák a tér arányaival. Ezután elküldték Schwanthalernek a nádor vonásait megörökítő gipsz halotti maszkot, a lószerszám, nyereg és ruházat rajzait, hogy a művész hozzáfoghasson a szobor mintázásához. Az emlékmű létrehozását azonban megakadályozták az 1848–49-es forradalom és szabadságharc eseményei. A szoborbizottság 1848. június 21-én tartotta utolsó ülését, ekkorra 20 923 forint gyűlt össze. 1848. végén Schwanthaler is meghalt. Szobormintáját 1868-ban a müncheni Schwanthaler-múzeumban állították ki.
A leverését követő önkényuralmi korszakban tilos volt személyt ábrázoló szobrok állítása.
A szobor ügye 1853-ban került újra napirendre. Ekkor a városi községtanács karolta fel ez ügyet és egy bizottmányt küldött ki a tervek és költségvetések bemutatására és a megfelelő javaslattételre, de az ügy állásának kijelentésén kívül nem tudták a szoborállítás ügyét előrébb mozdítani. 1857-ig ismét függőbon maradt, amikor is Albrecht főherceg, Magyarország kormányzója parancsára újra megindultak a tárgyalások Pest város hatóságánál, miután a császári-királyi helytartótanács arra utasította Conrád Gusztáv főpolgármestert, hogy terjessze fel a szoborra vonatkozó összes iratot és tegyen jelentést az addig történtekről. Minthogy ekkor a szoboralap nem volt elégséges, őfelsége az állampénztárból 13 707 forint hozzájárulást engedélyezett.
Ekkor pályázat hirdetésének mellőzésével Johann Halbig müncheni szobrászt bízták meg a szobor mintájának elkészítésével. A király kívánsága az volt, hogy álló alak készíttessék a Szent István-rend díszöltönyében, amit az Aranygyapjas rendjellel díszít. A művész tiszteletdíját 40 589 forintban állapították meg. A szerződést 1857. november 24-én kötötték meg.
1858 augusztusában, amikor a szobor agyagmintája elkészült, a helytartótanács egy bizottmányt küldött ki Münchenbe, melynek tagjai Conrád Gusztáv főpolgármester, Perger Ignác, Wieser Ferenc községi tanácsosok és Barabás Miklós akadémiai festő voltak. A mintát egyhangúlag elfogadták, de mivel arca nem hasonlított eléggé, Barabás rajzai és észrevételei után Halbig bizonyos változtatásokat végzett a szobron, s megkapta az első tízezer pengő forint részletet is.
A gipszmintát 1858. szeptember 24-én szállították a müncheni királyi ércöntődébe. Az emlékmű 1859 végén elkészült, majd Pestre szállították.
Közben – bár Széchenyi István már 1832-ben szóvá tette a választott polgárság ülésén, hogy a József-teret parkká kell átalakítani, – a készülő József nádor emlékre való tekintettel 1857-ben Pec Ármin, ludoviceumi főkertészt bízták meg a szobrot körülvevő kert kivitelével, viránnyá alakításával.
1860 márciusában kezdték meg a szobor felállításának előmunkálatait. Az alapozás elkészítése után elhelyezték a talapzatul szolgáló gránittömböket is, mivel ekkor még az volt a terv, hogy a szobrot az év májusában leleplezik.
A bronzszobor 1860. május 5-én, hajón érkezett Pestre, azonban felállítását és a leleplezési ünnepélyt felsőbb rendeletre bizonytalan időre elhalasztották, így azt egy nagy ládában a régi pesti városháza udvarán helyezték el.
Heckenast Gusztáv kiadásában még 1865-ben megjelent a Nádor emlék című díszmű is a nádor arcképével.

### A felállítás
Johann Halbig alkotása már 1860-ban a városban volt, de csak 1868-ban állították föl a téren, s 1869. április 25-én az egész udvar jelenlétében leplezték le. Először 1860 májusában akarták fölállítani az emlékművet, de előbb politikai okokból halasztották el, majd azon ment a vita, hogy merrefelé nézzen a nádor szobra. A pesti szoborbizottság azt akarta, hogy a Duna felé – mivel a Szépítő Bizottság, amelynek a nádor elnöke volt, a Lipótvárost építette meg –, míg a szobor megalkotója azt kívánta, hogy a régi harmincad-hivatal, vagyis a Belváros – vagyis az 1847-ben leégett Német Színház – felé nézzen, s végül ez a szándék lett a győztes. 1868 májusában a Szent István-rendi díszköntös miatt, mivel azt Magyarországon sohasem viselte, még az is felmerült, hogy új szobrot készíttessenek, szeptemberben pedig azon is vita kerekedett, hogy az emléken milyen nyelvű (latin és magyar) felirat legyen. Volt olyan terv, hogy az 1848. első törvénycikket véssék talapzatra, amely a nádor érdemeiről szól. Ekkor határozták el azt is, hogy e szavak is szerepeljenek rajta: „Pest ujjáalapitója”, mivel a nádor, mint a szépítési bizottmány elnöke, nagy befolyással volt Lipótváros keletkezésére is és olyan is.  Októberre határozott végül a városi tanács – bár Aul József városi képviselő 1000 forintot ajánlott föl, hogy a szobor talapzatán levő latin föliratot eltávolítsák, és helyébe mást illesszenek –, hogy a latin fölirat marad meg, mivel az ércbetűket szegekkel erősítették a márványhoz, ezért nyomait nem tudnák elfedni, de a többi három oldalra magyar föliratot helyeznek el. Egyikre a nádorságának évszámait helyezték volna, a másik nádorrá választatásának dátumáról, a harmadik oldal felirata pedig mint Pest újra alkotójáról emlékezik meg.
Aztán 1868 novemberében készültek megtartani a leleplezést, így a szobrot már e hónap 1-jén fel is állították, azonban a király kívánságára, a zord idő miatt a következő év tavaszáig ismét elhalasztották az eseményt.

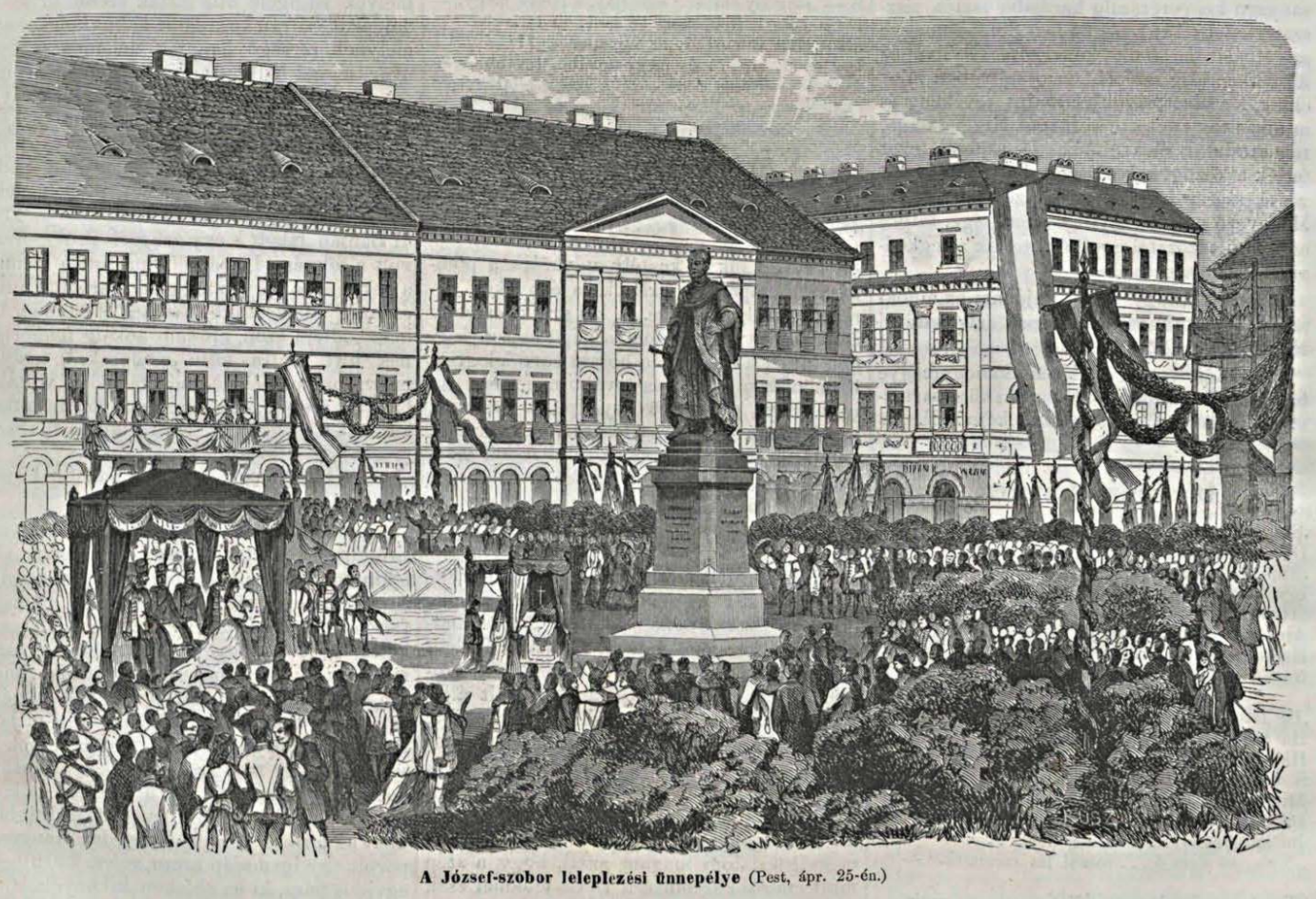
A József-szobor leleplezési ünnepélye (a Vasárnapi Ujság illusztrációja)

Miután az ünnepély programját a belügyminisztérium jóváhagyta, végül az uralkodó 1869. április 25-ére tűzte ki a leleplezést. A környező épületeket és az egész teret kidíszítették az alkalomra nemzeti lobogóval, a megyék és főbb városok címereivel, virággal és „zöldséggel”. A szobor talapzatát nemzeti színű girlandokkal vonták be, a szobrot fehér vászon lepel takarta. Előtte mintegy öt lépésnyire kialakított vörös mennyezet alatt rögtönzött kápolna, ettől nem messze a fejedelmi pár és a főhercegek részére készített emelvényes vörös sátor volt.
Aznap a díszőrségül kirendelt katonaság már jóval tíz óra előtt kordont húzott az ünnepély tere körül, ahova ezután már csak a polgári bizottság által kiosztott jegyekkel lehetett bejutni. Ezek két helyre szóltak, a vörös színűek a sétány-utcákra, a fehérek a tér belsejére engedtek szabad bemenetelt. A képviselő- és főrendiház tagjai, az Akadémia és a Kisfaludy Társaság, a testvérvárosok díszküldöttségei, magas polgári és katonai tisztviselők, csillogó díszruhába öltözött mágnások stb. tizenegy óra körül már elfoglalták helyeiket a sátor mindkét oldalán, melynek közvetlen szegélyét a miniszterek képezték.
Pontban tizenkét órakor díszhintókon érkezett meg I. Ferenc József és Sisi, Lajos Viktor, Albrecht és József főhercegek kíséretében, akiket a sétány bejáratánál a polgári bizottmány fogadott. A sátorig vezető szőnyeg két szélén fehér ruhába öltözött, kezeikben virágbokrétákat tartó leánykák képeztek sorfalat. A fejedelmi pár az ünnepség végéig állva marad (noha két karos széket készítettek nekik elő).
Rövid főpolgármesteri beszéd és a hercegprímás (a győri és szatmári püspökökkel) egyházi szertartását követően a szobor leleplezése következett kis incidenssel, ugyanis a vászon ekkor elszakadt és több tíz percre fönnakadt, de végül aláhullt. Ezt követően vége volt az ünnepségnek.
Még a leleplezés napján a király személyesen nyújtotta át Halbignak a Vaskorona-rendet.
Rottenbiller Lipót, volt polgármester a leleplezés alkalmából 1600 forintot adományozott. A városi tanács ebből a pénzből 1876-ban, a nádor születésének századik évfordulóján a Ganz-gyár által készített vasrácsozattal kerítette be a teret.

#### Megítélése

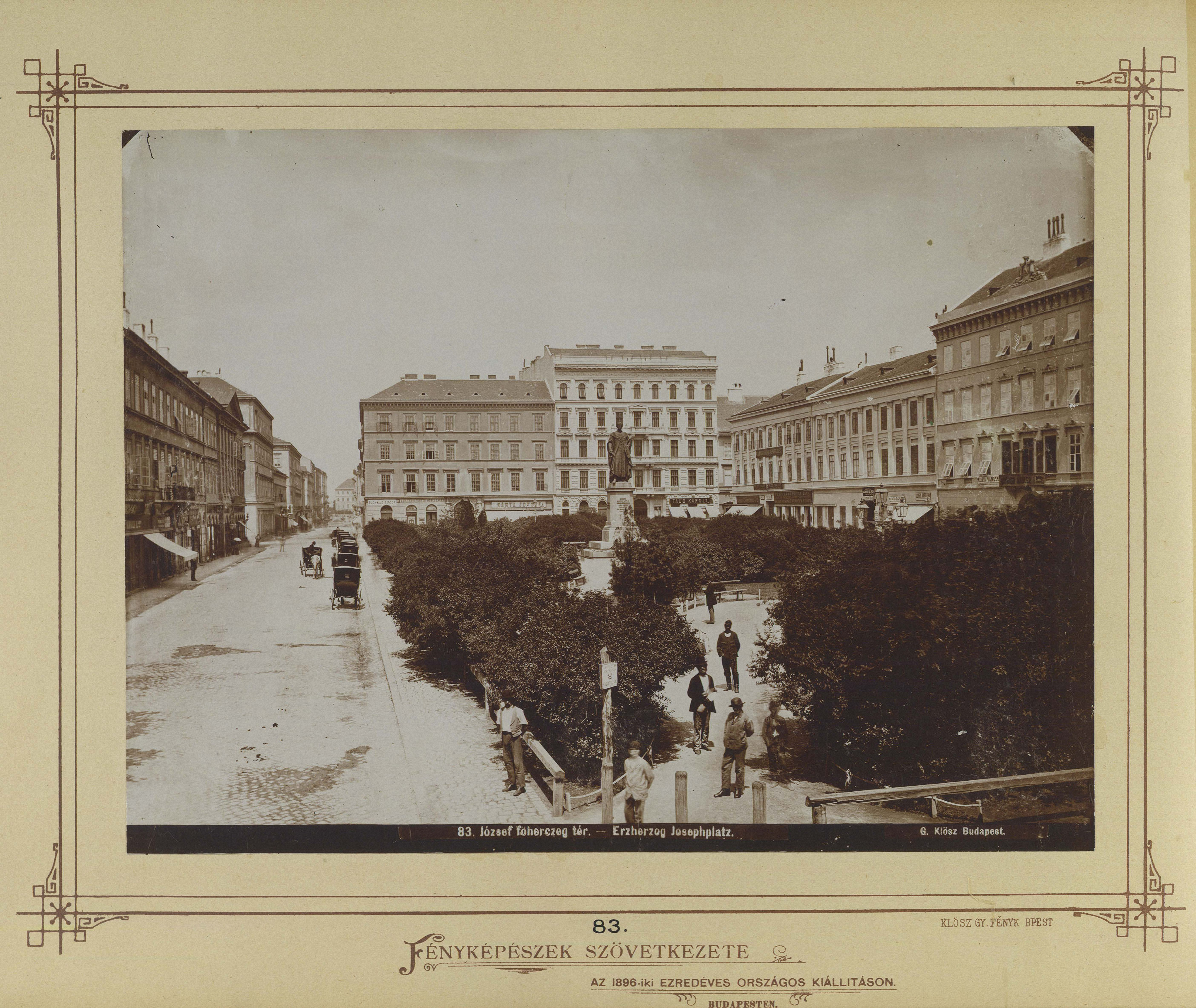
A tér a Nádor utca felé, feltehetően 1870 körül, a sétányon még fakorláttal, Klösz György fotóján

A szobor, felállítása után, általános érdeklődés tárgya volt. Voltak, akik a ruházatot kifogásolták, vagy az eredetileg tervezett lovasszobrot látták volna szívesen.
Mivel a 19. század második felében jelent meg Magyarországon a köztéri emlékműszobrászat és az 1852-ben felállított Hentzi tábornok szobrát 1899-ben eltávolították, sokan úgy tartják, hogy József nádor 1859-re elkészült – de csak 1869-ben felállított – szobra volt az első ilyen köztéri emlékmű Pest-Budán. Az első világi személyt ábrázoló szobor pedig Berzsenyi Dániel Vay Miklós által készített mellszobra volt, amit – mivel az önkényuralmi korszakban tiltották a szoborállításokat, hiszen az avatási ünnepségek tüntetésekre adhattak volna alkalmat, – 1860. május 29-én hajnalban állítottak föl.

### Utóélet

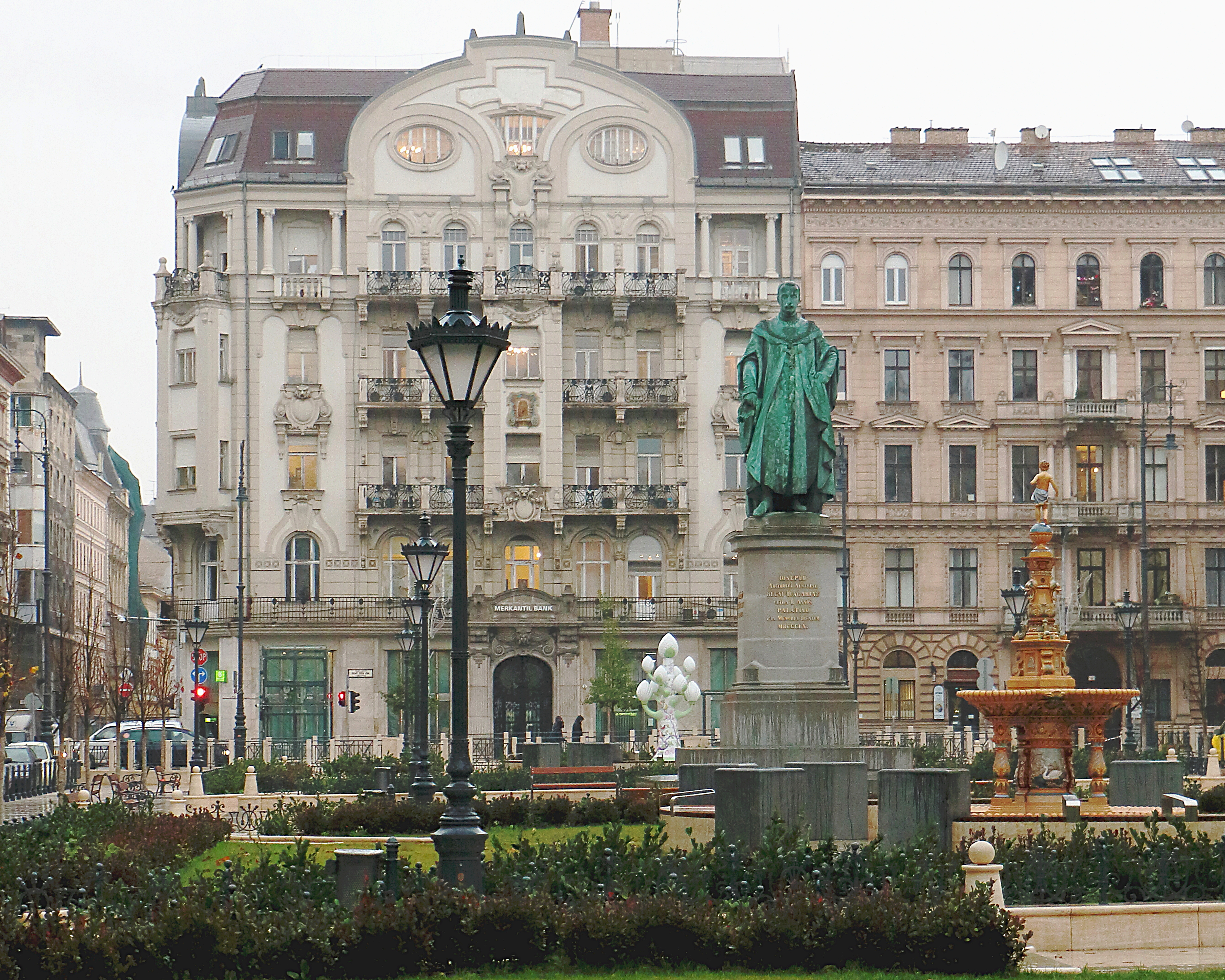
Az emlékmű közvetlen környezete 2019 novemberében

1873-ban a József tér kiemelt fejlesztési terület lett. Állapota az 1870-es évek közepére jelentősen leromlott, rendezését csak ezután kezdték el. 1876-ig a szobrot övező sétányt körülvevő dísztelen fakorlátot is lecserélték. Ez után vált a főváros kedvelt sétahelyévé, a társas élet népszerű színterévé, amit a Karl Baedeker lipcsei könyvkiadó által publikált útikalauz századfordulós kiadásaiban már meg is említ. (1935-ben a főváros területén egységesen lebontották a korábbi gyakorlat szerint minden parkot körülvevő magas kerítéseket.)
Strobl Alajos kezdeményezésére és munkájával 1911-ben először tisztították meg a köztéri szobrokat – amit például Zala György, Ligeti Miklós és Róna József is vandalizmusnak tartott –, ezek között is elsőként József nádorét a József téren. „Nem a patinát akarom én leszedni, hisz azt minden laikus tudja, hogy az a bronzszobroknak egyik művészi kincse, hanem a félszázados piszokréteget és kormot mosattam le puha kefével. [...] Az ötven év alatt magától képződött nemes, finom, zöldszínü patina éppen a tisztogatás után vált láthatóvá” fogalmazott Stróbl a vádakra reagálva.
A 2016-ban megkezdett József nádor téri mélygarázs építése kapcsán a szobor teljes restauráláskor a szakemberek találtak olyan szoborrészleteket, amelyeket egy centi vastag zsíros szennyeződés fedett. Az alkotás megtisztításán közel egy évig dolgoztak monori restaurátorok. Az emlékmű jó állapotban volt, eredeti patináját meghagyták. A szobor a megújult tér első elemeként 2018 júniusában került vissza, ahol Habsburg Mihály, a nádor ükonukája is tiszteletét tette.